# Sanfrecce Hiroshima FC
El Sanfrecce Hiroshima FC és un club de futbol japonès de la ciutat d'Hiroshima. Ha rebut ssucessivament els noms de Toyo Kogyo Syukyu Club (1938-1970), activitats suspeses per la guerra del Pacífic (1943-1946), Toyo Kogyo Soccer Club (1971-1980), Mazda Sports Club Toyo Kogyo Soccer Club (1981-1983), Mazda Sports Club Soccer Club (1984-1985), Mazda Soccer Club (1986-1992), i Sanfrecce Hiroshima (des del 1992). Ha guanyat la Japan Soccer League (1a Divisió) en cinc ocasions (1965, 1966, 1967, 1968 i 1970) la Copa de l'Emperador (1965, 1967, 1969), la primera fase de la J. League (1994) i la Supercopa japonesa de futbol (2008)

## Futbolistes destacats
| - Kazuya Maekawa 1986-99 - Hajime Moriyasu 1987-97,99-01 - Yahiro Kazama 1989-95 - Július Bielik 1991-92 - Hiroshige Yanagimoto 1991-98 - Yoshiro Moriyama 1991-95 - Takuya Takagi 1991-97 - Dan Calichman 1991-93 - Ryuji Michiki 1992-97 - Pavel Černý 1992-94 | - Kenichi Uemura 1993-03 - Noh Jung-Yoon 1993-97 - Ivan Hašek 1994-95 - Pieter Huistra 1995-96 - Antônio Carlos Santos 1995-96 - Graham Arnold 1997-98 - Tony Popović 1997-01 - Aurelio Vidmar 1998-99 - Toshihiro Yamaguchi 1998-00 - Chikara Fujimoto 1999-01 | - Kentaro Sawada 1999-03 - Hayden Foxe 1999-01 - Yūichi Komano 2000-07 - Túlio 2001-02 - Marcelo Silva Ramos 2003 - Norio Omura 2003-06 - César Sampaio 2003-04 - Beto 2004-06 - Dininho 2005-06 - Ueslei 2006-07 - Yusuke Minagawa 2014 |